# 冨士大石寺顕正会
冨士大石寺顕正会（ふじたいせきじけんしょうかい）は、日本の仏教系、法華系、日蓮系、日興門流系、富士門流系、大石寺系の宗教団体である。

## 概要
埼玉県さいたま市大宮区寿能町に本部を置き、日本各地に約60箇所の会館を有する。
公称会員数は約260万人を擁する単立宗教法人で、宗教法人法に基づく届出名は宗教法人「顕正会」である。
もともとは日蓮正宗所属の信徒団体として1957年（昭和32年）に発足した「妙信講」が前身であり、教団の機関紙としては『顕正新聞』（月三回発行）がある。
鎌倉時代の僧である日蓮を本仏として仰ぎ、法華経こそが釈迦の真実の教えとし、末法の世では日蓮大聖人の仏法（三大秘法）のみが個人の幸福と真の国家安泰をもたらす法であるとしている。
1974年（昭和49年）に日蓮正宗から解散処分を受けている。
毎月末に同会本部会館にて総幹部会を開催し、月の活動内容や体験談の発表を行い、動画サイト上に配信をしている。2023年10月16日に浅井昭衞が死去したことにより、同会理事長であった浅井城衞が二代目会長となる。
他の仏教系宗教や他の日蓮系宗教は邪教であると認識している。

## 歴史
大東亜戦争（太平洋戦争・第二次世界大戦）中の1942年（昭和17年）4月、日蓮正宗妙光寺（東京府東京市品川区：現・東京都品川区）の総代だった浅井甚兵衞が初代講頭となり、妙光寺所属の法華講の一講中として東京妙信講（とうきょうみょうしんこう）が結成（認証）。当時は戦時下のため折伏弘通は困難であったが、甚兵衞は事業経営と並行して講員を励ましながら弘通を進めたという。
浅井親子らは妙光寺から豊島教会の妙国寺（板橋区）へと所属変えを行い、その後に法道会（現：法道院、豊島区南池袋）へと所属を変えたが、住職の申入れを受けて法道会法華講と合併するため発展的に解散した。その後は法道会から離脱し妙信講を再建するが、創価学会が中心となって寄進・建立した正本堂（平成10年に解体撤去）の教義上の位置づけをめぐり日蓮正宗・創価学会と激しく対立。日蓮正宗から講中解散処分を受ける。

### 年譜
- 1957年（昭和32年）8月3日 妙信講発足[official 4]。
- 1958年（昭和33年）1月15日 妙信講認可。大石寺第65世法主堀米日淳の配慮により宗門内極めて異例の認証式が行われ[4]、妙縁寺（墨田区吾妻橋）所属となった。講頭に甚兵衞、青年部長に甚兵衞の長男である昭衞、松本日仁と早瀬道応（後の日慈、大石寺第68世法主早瀬日如の実父）が指導教師に就任。本部は当時、東京都文京区にあった甚兵衞の自宅に置かれた[official 3]。
- 1963年（昭和38年）10月31日 機関紙「顕正新聞」が日蓮正宗と創価学会からの圧力を受けて廃刊。これに代わる機関誌として月刊『富士』が創刊され、その編集長に昭衞が就任。
- 1967年（昭和42年） 10月 正本堂発願式。席上、創価学会会長池田大作は「夫れ正本堂は末法事の戒壇にして、宗門究竟の誓願之に過ぐるはなく、将又仏教三千余年、史上空前の偉業なり」と宣言[official 5]。
- 1968年（昭和43年）1月 大石寺第66世法主細井日達が、「此の正本堂が完成した時は、大聖人の御本意も、教化の儀式も定まり、王仏冥合して南無妙法蓮華経の広宣流布であります」と発言[soka 1]。
- 1970年（昭和45年）
  - 3月25日 日蓮正宗の宗務役僧、および創価学会首脳に対し、「正本堂に就き宗務御当局に糺し訴う」を送付[official 6]。
  - 4月3日 浅井父子が大石寺大奥の対面所で日達と対面。日達は、正本堂が日蓮大聖人の御遺命の戒壇ではないこと、御遺命の戒壇とは国立戒壇であることを認め、正本堂の誤りを訂正することを約束[official 7]。
  - 5月29日 浅井父子が大石寺対面所で学会理事長和泉覚および主任副会長の秋谷栄之助・森田一哉と正本堂の意義につき論判。数日後、森田らは細井日達に対し、今後学会は「正本堂は御遺命の戒壇」「広布はすでに達成」とは言わない旨を誓約[official 8]。
  - 9月11日 妙信講と創価学会との間で、「一、正本堂は三大秘法抄・一期弘法抄にいうところの最終の戒壇であるとは、現時において断定はしない」等と記載された「御報告」と題する書面を作成[official 9][5]。
- 1971年（昭和46年）11月15日 池田に対し、「正本堂に就き池田会長に糺し訴う」と題する書面を送付[official 10]。
- 1972年（昭和47年）
  - 4月28日 日達が、「日達、この時に当って正本堂の意義につき宗の内外にこれを闡明し、もって後代の誠証となす。正本堂は、一期弘法付嘱書並びに三大秘法抄の意義を含む現時における事の戒壇なり。即ち正本堂は広宣流布の暁に本門寺の戒壇たるべき大殿堂なり」との訓諭を発布[5]。妙信講は同日、池田会長に対し、正本堂の意義につき公場対決を申し入れる書状を送付[official 11]。
  - 7月6日 浅井父子が妙縁寺で日達と対談。妙信講の申入れにより、日達は訓諭の内容を打ち消す解釈文を宗門機関誌「大日蓮」に掲載することを約束[official 12][6][5]。
  - 7月19日 日達が大石寺において浅井父子に訓諭の訂正文を交付。日達は昭衞の指摘を受けて文言を数ヵ所修正し、「大日蓮」8月号に掲載することを約束。しかし、日達は後日、創価学会の働きかけを受け、この約束を取り消した[6][official 13][7]。
  - 9月13日 浅井父子（主に昭衞）が学会代表の秋谷、原島嵩、山崎正友との間で、宗門末寺常泉寺において、同月28日まで計7回にわたり、正本堂の意義につき論判。その結果、秋谷らは正本堂の意義を訂正する文を聖教新聞に掲載することを約束[6][official 14][5]。
  - 10月1日 正本堂完工式。宗門・学会はこの席に仏教系他宗派のみならず、ローマカトリックの神父数名（バチカン市国の大使）をも来賓として参列させた[official 15]。
  - 10月3日 創価学会が聖教新聞（同日付）紙上に正本堂の意義を訂正する文を掲載。「現在は広宣流布の一歩にすぎない。したがって正本堂は、なお未だ三大秘法抄・一期弘法抄の戒壇の完結ではない。ゆえに正本堂建立をもって、なにもかも完成したように思い、ご遺命は達成してしまったとか、広宣流布は達成されたなどということは誤りである」等[6][official 16]。
  - 10月12日 正本堂落慶法要。池田は聖教新聞（10月3日付）掲載の訂正文に反し、参列した全学会員に対し、副会長兼総青年部長福島源次郎を通して、「本日、七百年前の日蓮大聖人の御遺命が達成されました。ありがとう」とのメッセージを伝えさせた[6][official 17]。
- 1973年（昭和48年）
  - 5月 久々に総本山大石寺への登山を願い出たところ、宗務院総監になっていた早瀬日慈より「国立戒壇を捨てなければ登山は許されない。これは猊下の御意向である」との返事があった[official 18]。
  - 7月15日 顕正新聞が復刊。
  - 12月22日 東京都板橋区常盤台に会館が完成。本部も甚兵衞宅から移転。
- 1974年（昭和49年）
  - 5月19日 妙信講第16回総会を開催。席上、昭衞は「御遺命守護のご奉公未だ終わらず。徹底してその悪を断ち、法のため、国のため、国立戒壇を宗門の公論とせねばならぬ。師子王の心を取り出し、国立戒壇への怨嫉をこの際徹底して打ち砕き、さらに政府への詐わりの回答も断じて訂正せしめる」等と述べた[official 18]。
  - 5月24日 学会の秋谷副会長に「公開討論申し入れ書」を手渡す。秋谷は10日後、公開討論を許否する旨を書面で返答。以後、「国立戒壇の正義を全学会員に教える以外にない」として、「御遺命守護」を特集した顕正新聞(第18号)を全国で配布[official 18]。
  - 7月28日 東京都新宿区の明治公園で「立正安国野外集会」開催。3,000人が参加[要出典]し、「八月十五日までに、国立戒壇を否定した政府への欺瞞回答[official 19]を撤回せよ。さもなければ妙信講が政府に対し訂正をする」旨の池田宛ての「決議文」を決議。理事を通じて学会本部に直接届けた[official 18]。
  - 8月12日 宗門管長の日達より講中解散処分を受ける。宣告書の処分理由には、「右妙信講は数年来、『国立戒壇の名称を使用しない』旨の公式決定に違反し、更にまた昭和四十七年四月二十八日付『訓諭』に対して異議を唱え・・・」と記載されていた[official 20]。
  - 10月4日 妙信講の青年部員約70名が創価学会本部へ押しかけ「牙城会」のメンバーと乱闘したとして、うち12人が逮捕された。この事件について、当時創価学会の顧問弁護士であった山崎正友は、スパイを通じて妙信講の青年部員が来ることを事前に察知した学会側は「本部に乱入させておいて逮捕する」という方針を決め、予め用意した木刀や警棒等で青年部員に暴力を加えて逮捕させたことを告白している[8] 。
- 1975年（昭和50年）
  - 8月20日 甚兵衞が講頭を退き、第2代講頭に昭衞が就任。
- 1977年（昭和52年）
  - 4月14日 創価学会との法廷闘争で、東京地方裁判所において和解が成立。和解の内容は、①今後、妙信講の本部会館の御本尊の返還を求めないこと、②今後、「日蓮正宗妙信講」と書かれた本部会館の看板撤去を求めないこと、③新しい寺院（顕正寺）を妙信講のために立てること、の3つを条件として、創価学会からの訴え取下げに同意する、というもの。昭衞は同月26日の総幹部会において「まさに事実上の全面勝利である」と述べた[official 21]。
- 1978年（昭和53年）
  - 3月5日 埼玉県和光市に顕正寺を建立、落慶入仏式を行う。住職に八木直道が就き、昭衞が導師を務める。
  - 9月14日 東京都生活文化局管理法人課の認証を受け、宗教法人「顕正寺顕正新聞社」（けんしょうじけんしょうしんぶんしゃ）設立。昭衞が会長に就任[9]。
- 1982年（昭和57年）
  - 10月9日 日本武道館で1万人の総会を開き、名称を「日蓮正宗顕正会」(にちれんしょうしゅうけんしょうかい)に変更。
- 1985年（昭和60年）
  - 四者体制（男子部、女子部、婦人部、壮年部）となる。
- 1989年（平成元年）
  - 2月5日 顕正会男子部員約60名が、街宣車を先頭に杉並区の妙観講本部に押しかけ敷地内に乱入、妙観講員と乱闘となる。この騒ぎで顕正会側に現行犯逮捕者を出した(妙観 平成元年2月16日号)。妙観講は日蓮正宗法華講の中で最も活動的な団体で、異流儀と見做した顕正会員に対し活発に折伏を行っていた。
- 1990年（平成2年）
  - 4月27日 顕正会20万達成を背景として、大石寺第67世法主・阿部日顕に対し、「正本堂の誑惑を破し懺悔清算を求む」と題する一書を送付[official 22]。
  - 7月8日 横浜アリーナで2万人の大総会を開催。席上、昭衞は、「もし池田大作が本門寺改称を強行するならば、そのとき全顕正会員はこぞって大石寺に総登山しよう。二十万顕正会の全員が戒壇の大後本尊様の御前に馳せ参じ、大石寺の境内を埋めつくし、信心の力を以て本門寺改称を断固粉砕しようではないか」と述べた[official 23]。
  - 10月12日 大石寺開創七百年慶讃大法要。席上、日顕は「大本門寺の寺号公称は、事の戒法の本義更に未来に於て一天四海に光被せらるべき妙法流布の力作因縁に依るべし」と発言[official 24]。
- 1992年（平成4年）
  - 11月 日顕に対し、「直ちに戒壇の大御本尊を清浄の御宝蔵に遷座し奉るべし。御遷座こそ誑惑の完全なる清算である」等と記した諌暁書を送付[official 25]。
- 1996年（平成8年）
  - 11月18日 文部省から認証を受け、改めて「宗教法人顕正会」が発足。登記簿上は、「顕正寺顕正新聞社」が名称変更した形となる。
  - 12月22日 総幹部会で「日蓮正宗顕正会」の名称を「冨士大石寺顕正会」に改めると発表。
- 1997年（平成9年）
  - 7月16日 第1回一国諌暁開始。諫暁書「日蓮大聖人に帰依しなければ日本は必ず亡ぶ」を発行。この書籍は、顕正会員によって広く全国に配布された[official 26]。
- 1998年（平成10年）
  - 4月5日 本門戒壇の大御本尊が正本堂から元の奉安殿に御遷座[official 27]。
  - 4月10日 日蓮正宗が正本堂解体を決め、大御本尊を遷座したのを受けて、本部会館で「御遺命守護完結奉告式」を行う。昭衞は御宝前において、「大聖人様－。本門戒壇の大御本尊が恐れ多くも誑惑不浄の正本堂に居えられ奉ってより今日まで、実に二十六年の長き歳月が流れました。しかるところ、嗚呼ついに、本年4月5日の午後四時、大御本尊は、清浄なる奉安殿に還御遊ばされました」と言上[official 27]。
  - 6月15日 顕正新聞で「御観念文の改正」を発表。新しい勤行要典が会員に配布される。
  - 7月 正本堂が撤去される[official 28][soka 2]。
- 1999年（平成11年）
  - 12月 埼玉県大宮市（現・さいたま市大宮区）に「青年会館」を開設。
- 2000年（平成12年）
  - 11月8日 本部をさいたま市大宮区に新築、移転。
- 2003年（平成15年）
  - 5月 顕正寺を改築し、「冨士大石寺顕正会典礼院」を建立。
  - 11月6日 公称会員数が100万人に達する[official 28]。これをもって2度目の一国諫暁の準備が本格的に始まる。
- 2004年（平成16年）
  - 4月28日 第2回一国諌暁開始。諌暁書第2弾「日蓮大聖人に背く日本は必ず亡ぶ」を発行。
  - 読売・朝日・毎日・日経の4大全国紙に広告の掲載を企図するが、全社に拒否される。顕正会側は「学会の圧力があったのであろう」と主張。この書籍は、顕正会員によって全国に約1500万部配布された[official 29]。
  - 8月26日 日顕が「全国教師講習会」において、かつて正本堂を御遺命の戒壇と述べたことには「言い過ぎやはみ出し」があったとしつつ、「結局、道理から言っても『国立戒壇』は誤りですから、『国立戒壇論の誤りについて』のなかにおいて『国立戒壇が間違いだ』と言ったことは正しかった」と発言[10]。
- 2005年（平成17年）
  - 3月25日 昭衞が日顕に対し、公場対決を求める書面を送付。この書面には「勝負決着後の責務」として、「小生が敗れた時は、直ちに顕正会を解散する。貴殿が敗れた時は、直ちに御開扉を中止し、貴殿は猊座を退き謹慎する」と記されていた[official 30]。
  - 4月2日 対決申入書に対し、「日蓮正宗青年僧侶邪義破折班」名義で、「対決など受け入れるべき道理はない」旨の回答書が届いた[official 30]。
  - 4月27日 昭衞が日顕に対し、重ねて対決申入書を送付[official 30]。
  - 5月4日 「日蓮正宗青年僧侶邪義破折班」名義で、再び対決を拒否する旨の回答書が届いた[official 30]。
  - 8月28日 昭衞が日顕に対し、『対決を逃避した阿部日顕管長に「最後に申すべき事」』と題する一書を送付。同書中、「これが小生の最後の諫めである。・・・以上、用捨は貴殿に任す。小生はただ慎んで御本仏日蓮大聖人に言上し奉り、御裁断を仰ぎ奉るのみである」と記し、重ねて不敬の御開扉中止と日顕の退座謹慎を迫る[official 30]。
  - 12月15日 日顕、退座。
- 2008年（平成20年）
  - 5月18日 台湾・台北市内に顕正会初の海外拠点となる「台北会館」を開設。
  - 12月23日 本部西隣に新青年会館を建設。
- 2009年（平成21年）
  - 4月 沖縄県那覇市に沖縄会館を建設。
- 2010年（平成22年）
  - 1月 総幹部会において、昭衛の二男で総男子部長の浅井城衞が理事長に就任[11]。
  - 4月 横浜市港北区に神奈川会館を建設。
  - 9月 代表役員が昭衞から城衞に変更される。
- 2011年（平成23年）
  - 1月25日 総幹部会で壮年部が男子部に統合される。四者体制から三者体制となる。
- 2014年（平成26年）
  - 11月7日 第6代創価学会会長・原田稔が全国総県長会議において、学会の会則第2条の「教義条項」改正について説明し、その際、「大謗法の地にある弘安2年の御本尊は受持の対象にはしない」と発言[soka 3]。昭衞は、同月の総幹部会において、この会則変更および原田会長の発言につき、「これぞ極限の大謗法、無間地獄の業因」と述べ、学会員に対し、「早く悪師を捨て、成仏の叶う大道念に立て」と訴えた。
- 2015年（平成27年）
  - 1月25日 この日付の顕正新聞を「学会員を救う特集号」と銘打ち発刊。以後、創価学会員に広く配布している[要出典]。
- 2023年（令和5年）
  - 10月16日 昭衛が死去（91歳没）。同日に行われた臨時幹部会において、理事長の城衞が昭衞の名代として顕正会の指揮を執ることを発表する[official 31]。

## 教義
- 『仏』 仏教の開祖である釈迦ではなく、鎌倉時代に日蓮宗を立てた僧侶日蓮を末法の下種の本仏として尊重する。
- 『法』 日蓮出世の本懐として大石寺のみに伝わる弘安二年の「本門戒壇の大御本尊」を帰命依止の本尊とする。
- 『僧』 富士門流開祖である六老僧の一人日興を末法下種の僧宝と仰ぎ、日蓮の御遺命たる広宣流布・国立戒壇建立を宿願とし、日本国安泰および世界平和を実現することを目的とする。

「国立戒壇」建立とは、日蓮が門下に遺命されたという広宣流布の暁により一国の総意で建てられる「本門戒壇」建立のことを言う。この「国立戒壇」建立により、日蓮正宗富士大石寺伝「本門戒壇の大御本尊」に備わるといわれる不可思議なる利益によって日本を安泰化させ、これこそが日蓮の遺命なのだと主張する。
また、教義の根拠については、『「宗教法人顕正会」規則』第四条に以下の定義がある。

第四条　この法人は、二祖日興上人･三祖日目上人以来富士大石寺に相伝された正統教義に基づいて信行する。
２　所依の経釈は日蓮大聖人御書、日興上人･日目上人･日寛上人遺文、法華経十巻を正依とし、天台大師･妙楽大師･伝教大師の釈疏を傍依とする。

### 仏法の実践
- 「末法の仏道修行は勤行と折伏に尽きる」としている。
- 勤行とは、法華経方便品の一部と寿量品を読誦し、日蓮正宗総本山である大石寺に安置されている「本門戒壇の大御本尊」を信じて南無妙法蓮華経と唱え奉る修行であり（自行ともいう）、これを人に勧めるのが折伏である（化他ともいう）[official 33]。
- 勤行の実践、即ち日蓮の仏法上の名前であると言われる「南無妙法蓮華経」の経題に対して、「お慕わしい」「有難い」との恋慕渇仰の信心で唱え奉ることで、直ちに体である御本尊・日蓮に通じ、凡夫が御本尊・日蓮と一体になり、仏にならせて頂けると説く。
- そして実践により六根や心法も変わり、宿命も変わることで、現世には幸せになり、臨終には成仏の相を現じ、後生も守られると主張する。
- 会員は、朝夕の勤行に於いて、自宅から富士宮市にある大石寺奉安殿に祀られている本門戒壇の大本尊を遥拝する勤行（遥拝勤行）を実践している。「遥拝勤行」とは、大石寺奉安殿に祀られている弘安二年の板曼陀羅、通称「本門戒壇の大御本尊」を、会員の自宅から遥か遠くに拝む行為であり、その勤行の功徳は戒壇本尊の前で直に行う勤行と全く同じものであると主張している。[12]
- 折伏の実践により、日蓮の格別の守護を頂き、日蓮の眷属としての生命力が湧き、過去からの罪障が消滅すると主張している[official 33]。

### 国立戒壇と本門戒壇
「本門戒壇」建立とは富士門流に古くから伝わる広宣流布の暁の戒壇論である。

本門戒壇建立における、時・手続・場所については、日蓮が「三大秘法禀承事（三大秘法抄）」「一期弘法付嘱書」に説明していると主張している。ただし両抄の原本は無く、北山本門寺にのみに伝わっていた相伝書である為、日興門流を除く日蓮宗諸派は偽書と主張している。

「三大秘法抄」には、「戒壇とは、王法仏法に冥じ仏法王法に合して、王臣一同に本門の三大秘密の法を持ちて有徳王・覚徳比丘の其の乃往を末法濁悪の未来に移さん時、勅宣並びに御教書を申し下して、霊山浄土に似たらん最勝の地を尋ねて戒壇を建立す可き者か。時を待つべきのみ。事の戒法と申すは是れなり。三国並びに一閻浮提の人・懺悔滅罪の戒法のみならず、大梵天王・帝釈等も来下して蹋み給うべき戒壇なり」 という記述がある。
また、「一期弘法付嘱書」には「日蓮一期の弘法、白蓮阿闍梨日興に之を付嘱す。本門弘通の大導師たるべきなり。国主此の法を立てられるれば、富士山に本門寺の戒壇を建立せらるべきなり。時を待つべきのみ。事の戒法と謂うは是れなり。就中我が門弟等此の状を守るべきなり」と記されている。
両抄に記されたという御遺命文により、本門戒壇は、国家意志の表明をもって建立手続とする為に、簡略的に「国立戒壇」と昭和の初期頃より日蓮正宗内で呼称されてきた。

#### 主張と根拠
日蓮正宗大石寺では、日蓮の御遺命を奉じて、この国家的に建立されるべき「本門戒壇」の実現を日蓮以来700年来叫び続けてきたと主張している。顕正会ではその文証として
大石寺二祖・日興：「広宣流布の時至り、国主此の法門を用いらるるの時、必ず富士山に立てられるべきなり」（富士一跡門徒存知事）

大石寺三十一世・日因：「国主此の法を持ち広宣流布御願成就の時、戒壇堂を建立して本門の御本尊を安置する事、御遺状（注「一期弘法付嘱書」）の面に分明なり」

大石寺五十六世・大石日応：「上一人より下万民に至るまで此の三大秘法を持ち奉る時節あり、これを事の広宣流布という。その時、天皇陛下より勅宣を賜わり、富士山の麓に天生ヶ原と申す嚝々たる勝地あり、ここに本門戒壇堂建立あって・・・」（御宝蔵説法本）

大石寺六十四世・水谷日昇：「国立戒壇の建立を待ちて六百七十四年今日に至れり。国立戒壇こそ本宗の宿願なり」（奉安殿慶讃文）

大石寺六十五世・堀米日淳：「大聖人は、広く此の妙法が受持されまして国家的に戒壇が建立せられる。その戒壇を本門戒壇と仰せられましたことは、三大秘法抄によって明白であります」（日蓮大聖人の教義）

大石寺六十六世・細井日達：「富士山に国立戒壇を建設せんとするのが日蓮正宗の使命である」。
を挙げる。
また、創価学会もかつては日蓮正宗の信徒団体であったため、「国立戒壇」を唯一の目的としていたことに対しても以下の文証を挙げる。
2代会長戸田城聖：「化儀の広宣流布とは国立戒壇の建立である」

3代会長池田大作：「国立戒壇の建立こそ、悠遠六百七十有余年来の日蓮正宗の宿願であり、また創価学会の唯一の大目的なのであります」

その後、浅井親子（特に昭衛）は「池田会長体制の下で学会は変貌した」として創価学会を批判するようになった。池田が1965年（昭和40年）に「正本堂」建立を発願した後、学会および池田は正本堂が御遺命の戒壇である旨を主張するようになったためである。また当時、日蓮正宗第66世の日達もこれに賛同し、「此の正本堂が完成した時は、大聖人の御本意も、教化の儀式も定まり、王仏冥合して南無妙法蓮華経の広宣流布であります」（昭和43年1月）と、正本堂が御遺命の戒壇に当たる旨を公表したことから、当教団ないし浅井親子による日蓮正宗への批判も強まっていった。

後に昭衛は「顕正会は富士門流系教団において唯一、日蓮大聖人の御遺命を『正本堂』ではなく「国立戒壇」としている。私はそれを根拠に学会・宗門を諫めようと活動を続けている」と述べ、自派および自身の主張の正当性を強調するようになり現在に至っている。

### 「日蓮大聖人に背く日本は必ず亡ぶ」との主張について
昭衞は「前代未聞の大闘諍」「他国来難」が迫っており、これを防ぐには日蓮正宗の教義の広宣流布、戒壇本尊を安置する国立戒壇建立以外にないと主張している。これは日蓮が『立正安国論』の中で仏法に背く罰として必ず「他国侵逼難」が起こること、および同論奥書に「未来亦然るべきか」と示されることによる。
これらの災難が迫る原因につき、「一には 日本一同が未だに日蓮に背き続けていること」「二には 創価学会が政治のために、日蓮の唯一の御遺命たる『国立戒壇建立』を抛ったこと」と主張している。
昭衞は、顕正会が「日蓮大聖人に背く日本は必ず亡ぶ」と主張する理由につき、「この恐るべき亡国の大難が起きても、もしその起こる所以を知らなければ、人々はただ恐れ戦くのみで、これが『日蓮大聖人に背くゆえ』とは知るよしもない。したがって日蓮大聖人に帰依信順することもない。そうであれば、日本はそのとき必ず亡ぶ。よって日蓮大聖人の弟子として私は、前もってこれを全日本人に告げ知らしめて国を救わんと、本書を著した次第である」と記している。
但し日蓮は『立正安国論』の中で、「国主及び万民が釈尊の心に背いて法華経を捨て、念仏を唱えているから国を守護する諸天善神が日本国を去り、災難が起こるのだ」ということを述べており昭衛および顕正会の主張とは異なる。昭衛の論理は日蓮を神格化し、従わなければ日蓮が罰を下すという構図を作り上げた上で、自身及び当教団に賛同しない者は悉く日蓮から罰すられるという構造になっている。当教団は日蓮宗および親元であった日蓮正宗からカルト扱いを受けており、布教活動のやり方にも大きな問題を起こしている。

### 他教団との関係と争点
日蓮正宗、創価学会、正信会、日蓮宗など他の日蓮系教団のいずれとも教義上厳しく対立している。各教団ごとに主義主張（教義解釈）に違いはあるが、日蓮正宗および創価学会・正信会が共通して敵視しているのが顕正会であり、その理由の共通項は「国立戒壇」であるとされる。

しかし、2023年（令和5年）10月に昭衛、続いて11月には創価学会の池田が相次いでこの世を去ったことから、次期会長の城衛が今後、他教団に対してどのような態度を見せるか、注目されている。

#### 創価学会
創価学会に対しては、大東亜戦争（太平洋戦争・第二次世界大戦）終結後、僧侶が堕落している時に救国の折伏に立ち上がったことにつき、「私（昭衛）は、敗戦の廃墟の中に立ち上がった創価学会の弘通の功を、誰よりも認めている」と述べている。しかし、学会が「国立戒壇」を否定したこと、および、2014年に会則の教義条項を改正して「大謗法の地にある弘安2年の御本尊は受持の対象にはしない」と決定したこと自体が大謗法であると主張し、諫め続けるとともに、名誉会長の池田や現会長の原田稔らを「池田大作一党」と称し、痛烈に非難している。他方、一般の学会員に対しては、「同じく信心の力を起こしながら悪師に随うゆえに臨終に悪相を現ずること痛々しく思っております。何としても八百万学会員を救いたい」等と繰り返し述べている。

#### 日蓮正宗宗門
日蓮正宗に対しても、日蓮大聖人の御遺命は「国立戒壇」であると主張し続けている。
細井日達は1979年（昭和54年）7月22日午前5時5分に遷化（死去）したが、この時の経緯について『心臓発作に襲われ、大事の「御相承」もなし得ず急死した』と主張し、「御遺命違背の罰」と解釈する。即ち、貫首としての最大の責務は「御相承」であるところ、国立戒壇建立の御遺命に背けばすでに「貫首」ではなく、それゆえ日達は「授」の資格を失い、日顕には「受」の資格が無かったとして、「まさに御遺命違背という未曽有の大悪出来のゆえに、未曽有の異常事態が発生したのだ。すべては大聖人様の深き深き御仏意による。広布前夜には、このような“異常事態”も起こるのである」と主張している。 もっとも、「血脈」については「ただし、かかる不祥事があろうとも、血脈は断じて断絶しない。もし御遺命を堅持される貫首上人がご出現になれば、忽ちに血脈は蘇る。下種仏法の血脈は金剛不壊である。ここに大聖人様の甚深の御配慮がましますのである」と述べている。

#### 顕正会と連携、または顕正会から分派した教団
愛媛県大洲市の正信会系寺院興正院で住職を務めていた足立淳正は、2020年（令和2年）2月6日、「国立戒壇」こそ日蓮大聖人の御遺命であると表明。「冨士大石寺正信会」を発足させ、顕正会と共に広宣流布・国立戒壇を目指して共闘すると明らかにした。しかし、足立は2022年（令和4年）春に住職を退任し興正院から去ってしまった為、冨士大石寺正信会は事実上の解散となる。正信会は興正院に後任の住職を派遣し、自派の末寺として活動を再開させている。

#### 仏教系以外の勢力
神道系など他の超国家主義ないしは国粋主義を掲げる政治団体・宗教団体などとも対立している。
日本会議に対しては、神社本庁ともども日本最大の極右団体と断定しその存在自体強い口調で非難する（後述）。
また、2022年（令和4年）の安倍晋三銃撃事件以降は世界平和統一家庭連合（旧・統一教会）に対する本格的な批判攻撃を開始した。

## 政治的思想
妙信講としての発足以来、創価学会と対立してきた経緯から、創価学会を支持母体とする公明党の存在を認めておらず、公明党と連立を組んだ政党も批判の対象となっている。その一方で、中国や北朝鮮といった北東アジアの社会主義国家による日本への脅威を主張しており、外交的に極右過激とみなされることがある。このため一時、公安調査庁の調査対象になっていた。

### 王仏冥合・国立戒壇建立
「王仏冥合・国立戒壇建立こそが、国家安泰と世界平和をもたらし、人々を真に幸福にする、究極の政治理念である」と説く。これは「日蓮大聖人の『立正安国論』における『汝早く信仰の寸心を改めて速やかに実乗の一善に帰せよ。然れば即ち三界は皆仏国なり、仏国其れ衰えんや』、および『三大秘法抄』における『王法仏法に冥じ、仏法王法に合して、王臣一同に本門の三大秘密の法を持ちて、乃至、勅宣並びに御教書を申し下して、乃至、戒壇を建立すべき者か』との御指南に基づくためである」とする。

この王仏冥合との対比においては、「民主主義もまた、社会主義・共産主義よりは優れているものの、究極の政治理念ではない」とする。それは「民主主義は権力の横暴に対し『民意を尊重せよ』との民衆の自己主張であるが、末法においてはその民衆が三毒強盛であるから、今度は衆愚政治になって国を亡ぼす、また、民主主義は多数決がその原理であるが、人の多さと正しさとは関係がない」、との理由による。「所詮、独裁も民主主義も、正しい仏法を根底にしなければ、国土に三災七難を招き、人民が苦悩することにおいては同じ」との説を唱えている。

### 自公連立政権に対する批判
創価学会を支持母体とする公明党が連立与党として国政を担う側に存在していることに対しては、「国立戒壇建立の御遺命に背き、『本門戒壇の大御本尊』を捨てるという『極限の大謗法』を犯した」との理由により反対との立場を取る。

公明党が1993年（平成5年）の非自民・非共産連立政権（細川内閣）に参加すると、当時連立相手となった日本社会党（現・社会民主党）や日本新党などの各政党は一斉に本会による批判攻撃の対象となった。その後、1999年（平成11年）に自由民主党、自由党と公明党の自自公連立政権（小渕第2次改造内閣以降）が誕生したことから、今度は自民党が批判の対象となり、現在に至っている。
安倍政権に対しては、「与党である自民党が日本会議とその趣旨に賛同する議員連盟日本会議国会議員懇談会、神社本庁および傘下の政治組織神道政治連盟と一体になって憲法を改正し、国家神道を復活させ、日本を『神の国』にしようとしている」と指摘し、「主君たる日蓮大聖人の存在を無視して『神の国』を作らんとすることが国を亡ぼす『仏法上の失』になる」との理由から、「安倍晋三首相辞任、同政権退陣」を主張してきた。また公明党が連立に参加していることについても「二悪鼻を並べる」凶事だと厳しく非難している。
2017年（平成29年）10月の第48回衆議院議員総選挙前には、5回に渡って顕正新聞を安倍退陣要求の特集号とした。中でも解散直前の9月5日は『「安倍政権崩壊」特集号』、公示目前だった10月5日にも『「安倍ペテン政権」特集号』と銘打って発行、自民党公認候補者の街頭演説会場などで配布した。さらに、2022年（令和4年）の安倍晋三暗殺事件後には『「安倍政権八年の悪政」特集号』も発行するなど、2024年の政治資金パーティー収入裏金事件による派閥の一斉解散まで安倍晋太郎・晋三・信夫親子の流れを汲む清和政策研究会が最大派閥だった自民党への批判を強めている。

### 北方脅威論
昭衛は中華人民共和国および中国共産党による中華覇権主義を説き、これに対抗するには広宣流布を完結させるしかなく、それができるのは「御遺命を守護し奉って一筋の忠誠を貫き通した顕正会以外にはない」と主張する。朝鮮民主主義人民共和国の核脅威にも、同様の主張をしてきた。

昭衛によるこれら一連の主張は日蓮が『立正安国論』の中の「他国侵逼難」の部分で説いた元朝による侵略の可能性を、現在の北東アジア共産圏に置き換えることによって正当化される。

### その他
- 皇室については、天皇こそ日本国の真の国主であり、皇位継承問題については男系継承による万世一系を支持し、女系天皇は容認しないとの立場に立っている。このため、「国主たる天皇が本会に改宗してきた時は、その時点で広宣流布の完結を宣言できる」とも規定している。
- 「日清・日露・アジア・太平洋(大東亜)戦争は日本による侵略戦争ではなく、大局的に見れば自衛のための祖国防衛戦争であった」と主張している[official 52]。
- 1993年6月6日の青森大会では「原子力発電はやむを得ないもの」とし、旧日本社会党を批判していた[17]が、2011年（平成23年）3月11日の東北地方太平洋沖地震による東日本大震災とそれに伴う福島第一原子力発電所事故が発生してからは、「原発は日本を滅ぼす、即時廃絶せよ！」と主張。それまでの立場を一転させ反原発路線に転換した[official 53]。
- 1995年（平成7年）12月10日には体育文化祭が開催をされ、顕正会員によるマスゲームやダンスなどが披露された。
- 安全保障関連法には、「アメリカの戦争に協力するために、自衛隊を米軍の下請けに差し出すことは、かえって日本が戦争に巻き込まれる恐れがある」として反対している[official 50]。
- 共謀罪（テロ等準備罪）には、「全国民を公安警察の監視下に置くこの悪法は、独裁政治の道具となる」として反対している[official 50]。

## 活動
勤行
『法華経』のうち、方便品第二の冒頭から十如是までと、如来寿量品第十六の長行・自我偈を読誦ののち、5分～10分ほど「南無妙法蓮華経」と題目を唱え、御観念文を読む。これを朝と夕（夜）の毎日2回欠かさず行う。かつて日蓮正宗と同じ「五座三座」と呼ばれる勤行様式を守っていたが、現在のスタイルである「通し二座」を創価学会に先駆けて取り入れた。特に毎週日曜日は朝の勤行を各会館に集合して一堂に行う「日曜勤行」が開催される。
会合
総幹部会（毎月開催）
各種ビデオ放映（総幹部会・会館御入仏式・大会など）
各部班長会（男子部班長会・女子部班長会・婦人部班長会）
各組織部集会
御書講義（かつては浅井昭衞が不定期に開催していた）
布教活動
顕正会への勧誘は「折伏（しゃくぶく）」と呼ばれている。これは日蓮正宗、創価学会と同様である。
こうした勧誘活動を組織的・集中的に実行推進する期間を「法戦」といい、例年では2,3,4月度法戦、6,7月度法戦、9,10,11月度法戦とに分かれている。各法戦毎に数万名ほどの入信・入会を目標とした「誓願」が発表される。この誓願が男子部・女子部・婦人部に割り振られ、それぞれの下部組織に割り当てられている。
また近年は、「日蓮大聖人とはいかなる御方か」と題する広告文や顕正新聞特集号を街頭で配布するなどしている。
広布御供養
毎年12月に一度、「広布御供養」と称して会員から寄付金を募っている。広布御供養の下限は1万円、上限は6万円である。

機関紙購読料
顕正新聞を各会館で購入する場合、1部200円。
毎年5月に機関紙「顕正新聞」の年間購読料の徴収がある。機関紙購読料（年間）は8,500円である。そのほか、顕正新聞特集号や広告文などは各会館受付などで低価格で頒布されている。

教学の研鑽
基礎教学書「日蓮大聖人の仏法」を中心に学んでいる。他に「立正安国論謹講」「開目抄を拝し奉る」「六巻抄」等の拝読がある。毎年1月に教学試験が実施されており、会員には受験が奨励されている。

年間行事
- 1月1日 - 元旦勤行
- 1月 - 教学試験（毎年登用・五級・四級の各試験が実施される。不定期ではあるが、四級合格者を対象とした三級試験が追加されることもある）
- 2月7日 - 日興上人御報恩勤行会
- 4月28日 - 立宗御報恩勤行会
- 9月12日 - 竜の口法難御報恩勤行会
- 10月13日 - 御大会式
- 11月15日 - 日目上人御報恩勤行会

## 役員・幹部

### 主要役員
- 会長・代表役員：浅井城衞
- 理事長：行成公一郎

### 主要幹部
- 総男子部長：行成公一郎
- 総合女子部長：高屋敷久美子
- 顕正新聞発行人：小沼貴寛
- 総合婦人部長：湯浅悦子
- 儀礼室長：横田高明
- 教学部長：坪田敏
- 法務部長：藤村雄大（顧問弁護士）
- 管理室長：神崎優子（本部会館管理主任）
- 本部渉外部長：小沼貴寛

## 施設

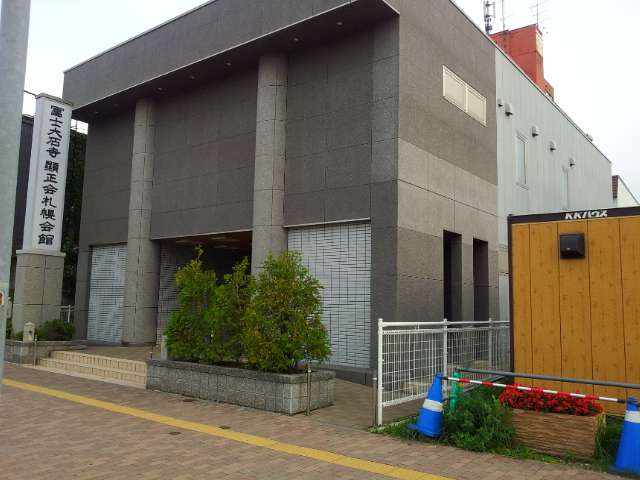
冨士大石寺顕正会札幌会館

- 本部会館・第1青年会館・第2青年会館・第3青年会館・顕正新聞社別館 - 埼玉県さいたま市大宮区寿能町
- 東京会館・芙蓉会館 - 東京都板橋区常盤台
- 典礼院 - 埼玉県和光市下新倉
- 札幌会館 - 北海道札幌市中央区北2条東
- 八戸会館 - 青森県八戸市沼館
- 黒石会館 - 青森県黒石市追子野木
- 盛岡会館 - 岩手県盛岡市西青山
- 仙台会館 - 宮城県仙台市太白区富沢
- 秋田会館 - 秋田県秋田市南通亀の町
- 鷹巣会館 - 秋田県北秋田市東横町
- 山形会館 - 山形県酒田市光ケ丘
- 会津会館- 福島県会津若松市古川町
- 郡山会館 - 福島県郡山市開成
- 水戸会館 - 茨城県水戸市城南
- 筑波会館 - 茨城県つくば市春日
- 宇都宮会館 - 栃木県宇都宮市一条
- 群馬会館 - 群馬県高崎市新後閑町
- 千葉会館- 千葉県千葉市中央区長洲
- 旭会館 - 千葉県旭市ハ字迎
- 南房会館 - 千葉県夷隅郡御宿町浜
- 多摩会館 - 東京都立川市富士見町
- 神奈川会館 - 神奈川県横浜市港北区新横浜
- 相模会館 - 神奈川県藤沢市川名
- 小田原会館 - 神奈川県小田原市扇町
- 新潟会館 - 新潟県新潟市中央区紫竹山
- 長岡会館 - 新潟県長岡市南町
- 三条会館 - 新潟県三条市島田
- 佐渡会館 - 新潟県佐渡市中興
- 富山会館 - 富山県富山市今泉西部町
- 金沢会館 - 石川県金沢市入江
- 福井会館 - 福井県鯖江市有定町
- 甲府会館 - 山梨県甲府市下石田
- 信州会館 - 長野県長野市若里
- 垂井会館 - 岐阜県不破郡垂井町
- 静岡会館 - 静岡県静岡市葵区籠上
- 浜松会館 - 静岡県浜松市中央区中田町
- 名古屋会館 - 愛知県名古屋市中村区高道町
- 三重会館 - 三重県四日市市西浦
- 京都会館 - 京都府京都市南区上鳥羽北岩ノ本町
- 大阪会館 - 大阪府大阪市淀川区新高
- 姫路会館 - 兵庫県姫路市船丘町
- 鳥取会館 - 鳥取県鳥取市賀露町
- 岡山会館 - 岡山県岡山市北区下中野
- 広島会館 - 広島県広島市西区観音本町
- 尾道会館 - 広島県尾道市西則末町
- 山口会館 - 山口県宇部市東須恵
- 松山会館 - 愛媛県松山市宮西
- 高知会館 - 高知県高知市日の出町
- 福岡会館 - 福岡県糟屋郡粕屋町大字仲原
- 長崎会館 - 長崎県大村市本町
- 熊本会館 - 熊本県八代市毘舎丸町
- 大分会館 - 大分県大分市大洲浜
- 宮崎会館 - 宮崎県宮崎市福島町
- 鹿児島会館 - 鹿児島県薩摩川内市平佐町
- 沖縄会館 - 沖縄県那覇市銘苅
- 台北会館 - 中華民国(台湾)台北市士林区[要出典]

## 顕正会に関係するトラブル
- 2001年（平成13年）	
  - 7月2日 信者3人が本千葉駅前で、入信を断った男性に暴行を加えたとして、暴力行為等処罰ニ関スル法律違反の疑いで千葉県千葉中央警察署に緊急逮捕された。被疑者1人は「もみ合いになっただけ」と容疑を否認。千葉会館は「当該の勧誘行為があったかどうかも知らない」とコメントした[18]。
- 2002年（平成14年）	
  - 5月2日 専門学校生の信者が、入信を断った男性の手首や服を引っ張るなどしたとして、暴行の疑いで愛知県熱田警察署に逮捕された。信者は容疑を認めたという[19]。
- 2005年（平成17年）
  - 7月28日 強引な勧誘をしたとして、神奈川県警察本部警備部と瀬谷警察署が顕正会横浜会館を家宅捜索した。会員2名が監禁容疑で逮捕され、警察によると2人とも容疑を認めたという[20]。
- 2009年（平成21年）
  - 12月 「会員数名が女性に入信を強要し、逃げようとした女性に怪我を負わせたとして、千葉県警察が千葉会館を家宅捜索した」と顕正会自らが発表した。顕正会は会員を告訴した女性について「後に虚偽告訴であることを自白し、罰金刑を受けた。更に法廷尋問に於いて、創価学会の幹部と接触したことを認めた」としている[21]。
- 2012年（平成24年）
  - 3月27日 脱会者に怪我を負わせたとして新潟県警察に逮捕された元少年が、不当逮捕だとして賠償を求めていた訴訟が棄却された[22]。
- 2013年（平成25年）
  - 9月11日 信者2名が東京都内に住む男性に「入信しなければ五体満足でいられなくなる」「入信したことを家族に話したら大勢で（男性の自宅に）押しかける」などと言って強引に勧誘したとして、警視庁公安部は、強要と暴力行為等処罰ニ関スル法律違反の疑いで信者2名を任意で事情聴取するとともに、顕正会本部や東京会館など5箇所を家宅捜索した。警視庁への顕正会に関する相談件数は、2013年に入って80件超あったという。これに対して顕正会は「違法捜査だ」とコメントした[23][24]。
  - 9月25日 この日開催された総幹部会で、「事情聴取を受けた会員の1人」と自称する信者が登壇し、容疑を否認した。また、取り調べの際にマスコミが報道した言葉を言ったか否かの尋問は無く、供述調書にも一切記載は無かったと述べた。昭衛は「創価学会の謀略である」「法的措置を採る」と述べた。顕正会に関する苦情が多数寄せられているという警視庁の発表については「創価学会が『K対策』と称する謀略を実行した結果である」と主張した[25]。
- 2014年（平成26年） 
  - 2月26日 2013年9月11日の家宅捜索の際に取り調べを受けていた男2人が書類送検された。1人は容疑を認め、更に脱会しているという。もう1人は現役会員で、現在も容疑を否認しているほか、家宅捜索を受けてから書類送検されるまでの間に会社を退職している。「人為的な罰もある」と脅していたという[26][27]。
- 2015年（平成27年）
  - 10月5日 会員の男3人が、前日16時半頃に東京都台東区の上野公園で、19歳の男子大学生に「東京見物に行かないか」などと嘘を言って車に乗せ、同板橋区常盤台の東京会館の近くまで連れ去ったとして、未成年者誘拐の疑いで警視庁公安部に逮捕された。大学生は、車内で顕正会に入会するよう勧誘され、不安になったためLINEで母親に「何者かに連れ去られている」と連絡し、母親の通報を受けた警視庁の捜査員が、東京会館の近くで4人を確保した。1人は容疑を否認し、残る2人は容疑を認めている。容疑を認めた男の1人は「一緒に会員になり仏法をやってほしかった」などと供述している。教団本部は「事実確認をしている。不当な捜査と考えている」としている[28][29][30][31]。
  - 10月8日 会員3人の逮捕を受けて警視庁公安部が本部や東京会館など、複数の教団施設を家宅捜索した。教団側のコメントについては読売新聞は「一切ノーコメント」、日本テレビとFNNニュースは顕正会側の主張を「不当な捜索」と報じている[32][33][34]。
  - 10月15日 新たに会員の男2人が同じ容疑で警視庁公安部に逮捕された。1人は「男性を入信させるよう指示した」と容疑を認め、もう1人は「男性と話したことは間違いない」と供述し、5人とも自らを顕正会の会員であると説明している。警視庁公安部によると、教団の強引な勧誘をめぐる相談や通報が、2015年1月から9月末までに約90件あったという。また、教団は逮捕された5人が会員であるとした上で「会の信用を失墜させるための不当逮捕だ」とコメントしている[35][36][37][38][39][40][41]。
  - 10月23日 東京地方検察庁が4日の件で逮捕された会員5人のうち28歳の男性ら3人を処分保留で釈放した[42][43]。
  - 11月9日 10月5日・15日に逮捕された5人のうち4人が起訴猶予となり、19歳の会員が家庭裁判所に送られた。理由について東京地検は「犯行の態様、被害者の年齢が成人に近いことなどを考慮した」としている。教団は「今回の捜査は顕正会の信用を失墜させるためのものであり強く抗議する」とコメントした[44][45][46][47][48]。

### 冨士大石寺顕正会側の出典
1. ↑  2021年11月末現在。
2. ↑  「顕正会『試練と忍従』の歴史」（冨士大石寺顕正会）13-14頁
3. 1 2  「顕正会の歴史と使命」 顕正新聞社
4. ↑  公式サイト「顕正会とは」。2018年9月配信
5. ↑  「発誓願文」 - 「基礎教学書 日蓮大聖人の仏法」（冨士大石寺顕正会）316-317頁
6. ↑  「顕正会の歴史と使命」（日蓮正宗顕正会）48頁
7. ↑  「顕正会の歴史と使命」（日蓮正宗顕正会）48-50頁
8. ↑  「顕正会の歴史と使命」（日蓮正宗顕正会）66-67頁
9. ↑  「顕正会の歴史と使命」（日蓮正宗顕正会）69-70頁
10. ↑  「顕正会の歴史と使命」（日蓮正宗顕正会）72頁
11. ↑  「顕正会の歴史と使命」P76-77
12. ↑  「顕正会の歴史と使命」P82-84
13. ↑  「顕正会の歴史と使命」（日蓮正宗顕正会）85-86頁
14. ↑  「顕正会の歴史と使命」P88-90
15. ↑  「顕正会の歴史と使命」P92
16. ↑  「顕正会の歴史と使命」P90-91
17. ↑  「顕正会の歴史と使命」P92-93
18. 1 2 3 4  「基礎教学書 日蓮大聖人の仏法」（冨士大石寺顕正会）p408-410
19. ↑  ここでいう「政府への欺瞞回答」とは、創価学会が昭和45年4月23日、文部省（当時）に回答した次の内容を指す（「基礎教学書 日蓮大聖人の仏法」p352-353）。
「一、本門戒壇とは、本尊をまつり、信仰の中心とする場所のことで、これは民衆の中に仏法が広まり、一つの時代の潮流となったとき、信者の総意と供養によって建てられるべきものである。二、既に現在、信徒八百万人の参加によって、富士大石寺境内に、正本堂の建設が行われており、昭和四十七年十月十二日には完成の予定である。これが本門戒壇にあたる。三、一時、本門戒壇を“国立戒壇”と呼称したことがあったが、本意は一で述べた通りである。建立の当事者は信徒であり、宗門の事業として行うのであって、国家権力とは無関係である。」
20. ↑  処分理由中の「昭和四十七年四月二十八日付『訓諭』」とは、細井日達が正本堂を指して「広宣流布の暁に本門寺の戒壇たるべき大殿堂なり」と定めた訓諭である。この件について顕正会は、「まさしく妙信講は国立戒壇の御遺命のゆえに、信徒団体として死罪にも等しい解散処分を受けたのである」と主張している（「基礎教学書 日蓮大聖人の仏法」P410-411）。
21. ↑  「御遺命守護の戦い」（冨士大石寺顕正会）234-235頁
22. ↑  「顕正会の歴史と使命」（日蓮正宗顕正会）126頁
23. ↑  「顕正会の歴史と使命」（日蓮正宗顕正会）127-128頁
24. ↑  「顕正会の歴史と使命」（日蓮正宗顕正会）129-130頁
25. ↑  「基礎教学書 日蓮大聖人の仏法」（冨士大石寺顕正会）435頁
26. ↑  「基礎教学書 日蓮大聖人の仏法」（冨士大石寺顕正会）438頁
27. 1 2  「基礎教学書 日蓮大聖人の仏法」P440-441
28. 1 2  「弘通の足跡」顕正会公式HP
29. ↑  「基礎教学書 日蓮大聖人の仏法」P445
30. 1 2 3 4 5  「基礎教学書 日蓮大聖人の仏法」P448-453
31. ↑  “「浅井昭衞先生追悼号」| 顕正新聞社 - 公式サイト”. 2023年11月18日閲覧。
32. ↑  「基礎教学書 日蓮大聖人の仏法」第9章「日蓮大聖人の御遺命」
33. 1 2  「基礎教学書 日蓮大聖人の仏法」第5章「仏法の実践」
34. ↑  また顕正会は、創価学会が「国立戒壇」を否定して「正本堂」を御遺命の戒壇であると主張し出した動機につき、池田が「国立戒壇は憲法違反」との評論家や共産党からの批判を恐れ、公明党の選挙に不利になると考えたためだ、とも主張している（「基礎教学書 日蓮大聖人の仏法」第9章「日蓮大聖人の御遺命」）。
35. ↑  1967年（昭和42年）10月の正本堂発願式における池田の発言など多数（「基礎教学書 日蓮大聖人の仏法」第9抄「日蓮大聖人の御遺命」）。
36. ↑  顕正会は、日達はじめ日蓮正宗が「国立戒壇」の御遺命を捨て、「正本堂」こそ御遺命の戒壇であるとの学会の主張に賛同した理由につき、池田の威圧に屈し、学会員による莫大な供養金に心を蕩かされたゆえ、と主張している（「基礎教学書 日蓮大聖人の仏法」第9章「日蓮大聖人の御遺命」）。
37. ↑  日達は、1968年（昭和43年） 1月、「此の正本堂が完成した時は、大聖人の御本意も、教化の儀式も定まり、王仏冥合して南無妙法蓮華経の広宣流布であります」と発言し、1972年（昭和47年）4月28日には、「後代の誠証となす」と前置きした上で、「正本堂は広宣流布の暁に本門寺の戒壇たるべき大殿堂なり」との訓諭を発布した。- 「顕正会の歴史と使命」P76-77
38. ↑  「冨士大石寺顕正会とは」顕正会公式HP
39. ↑  「日蓮大聖人に背く日本は必ず亡ぶ」5頁には、「日本は今、亡国の前夜を迎えている。その亡国は、どのような災難によってもたらされるのかといえばーまもなく始まる巨大地震の連発を号鐘として、国家破産、異常気象、大飢饉、大疫病（コロナ2019など感染症のパンデミック）等の災難が続発し、ついには亡国の大難たる自界叛逆（国内の分裂抗争）と他国侵逼（外敵の侵略）が起こるのである。これは凡夫の私が言うのではない。日蓮大聖人が立正安国論の奥書に『未来亦然るべきか』と示されるところによる」と記載されている。
40. 1 2  冨士大石寺顕正会「日蓮大聖人に背く日本は必ず亡ぶ」
41. 1 2  「基礎教学書 日蓮大聖人の仏法」第9章「日蓮大聖人の御遺命」
42. 1 2  「創価学会ついに「戒壇の大御本尊」を否定 これぞ極限の大謗法、無間地獄の業因 早く悪師を捨て、成仏願う大道念に立て」 - 顕正新聞 2015年1月25日号5面
43. ↑  「池田大作は30年間暴力団を使っていた!! 偽善の裏で“邪魔者は消せ” 私は八百万学会員を救いたい」 - 顕正新聞 2013年11月5日号5面
44. ↑  「基礎教学書 日蓮大聖人の仏法」p467-468
45. ↑  「基礎教学書 日蓮大聖人の仏法」P420-421
46. ↑  顕正新聞2020年2月5日号5面
47. ↑  「世相閻魔帳 統一教会による政界汚染の深すぎる闇」 - 顕正新聞2022年9月5日号6面
48. 1 2  「浅井先生の質問会より」『民主主義は究極の政治理念でしょうか』
49. ↑  「卑劣『森友・加計疑惑隠し』の解散 『丁寧・謙虚・真摯に説明』の誓い破る 総理は嘘をついてはいけない」 - 顕正新聞 2017年10月5日3面
50. 1 2 3 4  「卑劣『森友・加計疑惑隠し』の解散 『丁寧・謙虚・真摯に説明』の誓い破る 総理は嘘をついてはいけない」 - 顕正新聞 2017年10月5日
51. 1 2  「森友・加計疑惑の本質は国家の私物化 両学園と安倍首相は日本会議で結ばれている」 - 顕正新聞 2017年9月5日号2面
52. ↑  『自虐史観を捨て仏法史観に立て』
53. ↑  浅井会長講演・一月度総幹部会／2012年1月24日 - 顕正会公式ホームページ
54. ↑  “全国の会館”. 冨士大石寺顕正会. 2025年7月19日閲覧。

### 創価学会側の出典
1. ↑  大白蓮華201号
2. ↑  『仏法入門』（聖教新聞社 ISBN 9784412016279）P92
3. ↑  「第67回総務会を開催 会則・教義条項の改正を議決」 - 聖教新聞 2014年11月8日付1・3面
4. ↑  『創価学会版 新編日蓮大聖人御書全集』p1022
5. ↑  『創価学会版 新編日蓮大聖人御書全集』P1600
6. ↑  大白蓮華1960年1月号
7. ↑  大白蓮華1956年2月号巻頭言「自らの命に生きよ 広宣流布の二つの意義」
8. ↑  大白蓮華1956年3月号巻頭言「広宣流布と文化活動」
9. ↑  また、池田は「国立戒壇の国は権力者ではなく民衆」という新たな解釈の下、日蓮仏法を奉じる民衆の代表たる正宗総講頭、および当時その地位にあった創価学会会長の発願で戒壇は建立できると説明したことに対して、顕正会ではあくまでも国家国立ないしは皇室立での戒壇だと主張。「本抄の背景・大意 立正安国について」 - 創価学会教学部編『世界広布の翼を広げて 教学研鑽のために「立正安国論」』（聖教新聞社 ISBN 978-4412016194）P15-16
10. ↑  大白蓮華1968年1月号
11. ↑  「第42章 二難を予期し謗法の対治を促す」 - 『世界広布の翼を広げて 教学研鑽のために「立正安国論」』P207-216
12. ↑  『創価学会版 新編日蓮大聖人御書全集』P33
13. ↑  「第46章 結論として立正安国を論ずる」 - 『世界広布の翼を広げて 教学研鑽のために「立正安国論」』P230-235

### 二次出典
1. ↑  顕正新聞令和5年10月25日号 1面全面記事「顕正会々長・浅井昭衛先生御逝去」
2. ↑  顕正会とはコトバンク>知恵蔵mini
3. ↑  迷走する顕正会を斬る（日新報道、櫻川忠著著）p.37
4. ↑  下山正恕「冨士大石寺顕正会」（76-77頁）によれば、この認証式の際に堀米日淳より「今まで法華講というのは墓檀家のように言われてきたが、法華講とは熱原の法華講衆にその源を発するのです。妙信講は熱原の法華講衆を鑑として、戦う法華講となって御奉公しなさい。まず三千の弘通を成し遂げてごらんなさい」との講話があり、妙信講幹部の一同は感涙したという
5. 1 2 3 4  山崎正友「盗聴教団」（1980年、晩聲社）40-52頁）。
6. 1 2 3 4 5  原島嵩「池田大作先生への手紙」（1980年、晩聲社）20-23頁
7. ↑  元学会顧問弁護士の山崎正友によれば、創価学会側から北条浩副会長（当時）が登山し、日達に対し、「解釈文を出されるのは結構だが、その内容によっては大変なことになる」等と圧力をかけ、解釈文を出させないようにしたという「盗聴教団」（1980、晩聲社）49-50頁）。
8. ↑  「昨日の師・池田大作への手紙」（「諸君！」昭和56年8月号）
9. ↑  「宗教法人顕正会」登記簿履歴事項全部証明書
10. ↑  「近現代における戒壇問題の経緯と真義」p89,p97
11. ↑  理事長ポストは旧妙信講時代の1974年に設けられて以来35年ぶりの復活で、現在の顕正会になってからは初めて。引き続き男子部長を兼務。
12. ↑  「譬えば、天月は四万由旬なれども大地の池には須臾に影浮かび、雷門の鼓は千万里遠いけれども打ちては須臾に聞こゆ。御身は佐渡の国にをはせども、心は此の国に来たれり。乃至、御面を見てはなにかせん、心こそ大切に候へ」- 千日尼御前御返事
13. ↑  組織内では「身延派」（みのぶは）と呼ぶ。
14. ↑  「それぞれの主義主張（教義解釈と言うべきか）には、それなりの違いがある。…それでいて、宗門・法華講連合会、創価学会、正信会・檀徒会が共通して敵視しているのが、冨士大石寺顕正会なのである」、「顕正会敵視の根っ子は『国立戒壇』である。・・・見方を変えれば、大石寺門流内の複雑そうな抗争も、極めて単純なものなのである。即ち『国立戒壇』を主張するかしないか、だけなのだ。その他の抗争の原因は、かつて週刊誌が酷評したように"銭ゲバ”であったり、枝葉末節の問題に過ぎない」 - 下山正恕「冨士大石寺顕正会」p23‐24
15. ↑  下山正恕「冨士大石寺顕正会」（株式会社日新報道、1998年）p52
16. ↑  「中国『海警法』を施行、東シナ海への侵攻開始 やがて尖閣は奪われ日本も侵略される お救い下さるは日蓮大聖人ただ御一人」 - 顕正新聞 2021年3月5日号3面
17. ↑  浅井先生 原発大賛成の証拠 青森大会 - YouTube(04/14/2020)
18. ↑  朝日新聞平成14年7月2日
19. ↑  中日新聞平成14年5月2日
20. ↑  朝日新聞2005年7月29日
21. ↑  顕正新聞平成25年10月5日「不当捜索」特集号
22. ↑  “逮捕は正当、「顕正会」の請求棄却新潟地裁”. 新潟日報 netpark (新潟日報社). (2012年3月27日).  オリジナルの2012年5月11日時点におけるアーカイブ。
23. ↑  “宗教法人「顕正会」に家宅捜索　強引に入信迫った疑い”. 朝日新聞デジタル (朝日新聞社). (2013年9月11日).  オリジナルの2013年9月12日時点におけるアーカイブ。
24. ↑  “宗教法人・顕正会本部など捜索…強引に入会迫る”. YOMIURI ONLINE (読売新聞社). (2013年9月11日).  オリジナルの2013年9月13日時点におけるアーカイブ。
25. ↑  顕正新聞2013年9月25日号『不当捜索特集号』
26. ↑  強引に入信勧誘した疑い、「顕正会」会員ら書類送検 TBSニュース2014年2月26日16時2分配信（アーカイブ）
27. ↑  顕正会会員ら２人書類送検＝「入信断ればばち」強引勧誘容疑―警視庁 ニコニコニュース2014年2月26日（アーカイブ）
28. ↑  教団勧誘で未成年大学生を誘拐の疑い　「顕正会」関係者3人逮捕FNNニュース2015年10月5日12時34分配信
29. ↑  「東京見物に行こう」と偽り大学生誘拐　宗教法人の関係者とみられる男ら３人逮捕 産経ニュース2015年10月5日12時27分配信
30. ↑  「東京見物に」と少年誘拐　宗教法人の男2人逮捕(15/10/16)ANNニュース公式YouTube
31. ↑  安城の１９歳誘拐疑いで３人逮捕　宗教勧誘目的か中日新聞2015年10月5日16時13分配信
32. ↑  大学生誘拐、「顕正会」の本部など捜索…警視庁YOMIURI ONLINE2015年10月8日17時48分配信
33. ↑  勧誘目的で誘拐　顕正会本部など家宅捜索日テレNEWS242015年10月8日18時58分配信
34. ↑  大学生誘拐事件受け「顕正会」本部など家宅捜索FNNニュース2015年10月8日19時9分配信
35. ↑  未成年者連れ回し容疑で新たに２人逮捕　宗教団体に勧誘目的か産経ニュース2015年10月15日14時41分配信
36. ↑  「顕正会」会員ら 誘拐の疑いNHK首都圏NEWS WEB2015年10月15日18時33分配信
37. ↑  宗教法人「顕正会」会員２人を大学生誘拐疑いで逮捕日刊スポーツ2015年10月15日19時32分配信
38. ↑  勧誘目的で学生連れ回した疑い、顕正会会員逮捕TBS News i2015年10月16日0時13分配信
39. ↑  宗教法人「顕正会」会員逮捕　現場の指示役らを新たに逮捕FNNニュース2015年10月16日1時41分配信
40. ↑  顕正会：会員を逮捕　学生連れ回し容疑で　警視庁毎日新聞2015年10月15日19時36分配信
41. ↑  新たに顕正会の２人逮捕　未成年者誘拐容疑日本経済新聞2015年10月16日13時50分配信
42. ↑  日本経済新聞2015年10月24日朝刊
43. ↑  誘拐容疑で逮捕の宗教法人の会員3人を釈放テレ朝ニュース公式Twitter2015年10月23日19時30分投稿
44. ↑  大学生誘拐容疑の宗教団体関係者を起訴猶予産経ニュース2015年11月9日18時16分配信
45. ↑  「顕正会」会員を起訴猶予NHK首都圏ニュース2015年11月9日18時23分配信
46. ↑  大学生誘拐容疑の「顕正会」関係者を起訴猶予　東京地検朝日新聞デジタル2015年11月9日21時44分配信
47. ↑  大学生誘拐容疑の「顕正会」会員１人家裁送致・４人起訴猶予TBSニュースi2015年11月10日2時44分配信
48. ↑  学生連れ回し、起訴猶予日刊スポーツ2015年11月10日14時18分配信

### 冨士大石寺顕正会の参考文献
- 浅井昭衞『基礎教学書 日蓮大聖人の仏法』（2015、冨士大石寺顕正会）
- 淺井昭衞『日蓮大聖人に背く日本は必ず亡ぶ』（2004、冨士大石寺顕正会）

### その他の参考文献
- 下山正恕『冨士大石寺顕正会』（1998、株式会社日新報道）
- 週刊新潮2005年9月29日号（掲載ページ調査中）島田裕巳 「創価学会」も恐れる過激な原理集団 「顕正会」研究（創価学会批判の一部として記載されたもの）
- 教祖逮捕―「カルト」は人を救うか ISBN 4796617191 月刊現代1999年12月号に掲載された記事の親鸞会関連の記述も含めた加筆版が掲載されている。
- 「救い」の正体(ISBN 4796694617) 冒頭部を除いて親鸞会関連の記載を削除し、顕正会関連記事に特化した物が掲載されている。
  - 別冊宝島編集部 編 『「カルト」の正体。』 ISBN 4796616853 「救い」の正体。の文庫化